# DOK-ING
DOK-ING (Kroatisch: DOK-ING d.o.o.) ist ein kroatischer Fahrzeughersteller, der 1992 gegründet wurde.
Das Sortiment des Herstellers umfasst unbemannte Bodenfahrzeuge, Minensuchboote, Feuerwehrautos, Bergbaufahrzeuge und das elektrische Stadtauto DOK-ING Loox. Der Hauptsitz des Unternehmens und die Hauptproduktion befinden sich in Zagreb. Allerdings wird ein Teil der Produktion nach Slunj verlagert. Darüber hinaus verfügt DOK-ING jeweils über eine Niederlassung in den Vereinigten Staaten (DOK-ING America Llc.) und Südafrika (DOK-ING Africa (Pty) Ltd.).

## Geschichte
Die Automotive-Sparte wurde mit der Einführung des Elektroautos Dok-Ing XD im Jahr 2010 gegründet.

### 2015 bis 2017: Elektrofahrräder, Roller und Busse
Im Jahr 2015 produzierte das DOK-ING im Rahmen des europäischen Projekts Civitas Dyn@mo zwei Elektrobusse für die Stadt Koprivnica. Im darauffolgenden Jahr stellte das Unternehmen das multifunktionale Kommunalfahrzeug TOM TOM vor, das auf verschiedenen internationalen Messen Auszeichnungen erhielt. Im selben Jahr begann eine Serienproduktion von Elektrorollern unter dem Namen „Core“, von denen 2017 bereits 800 nach Spanien, Mexiko, Frankreich, Italien und Malta exportiert wurden. Die Batterien werden von DOK-ING hergestellt. Das Unternehmen brachte auch eine Reihe von Elektrofahrrädern unter der Bezeichnung „Leo“ auf den Markt.

### 2017: Die XD/YD-Elektroautos
Im Jahr 2017 wurde ein neues Modell eines Elektroautos unter dem Arbeitsnamen YD angekündigt, das voraussichtlich eine Reichweite von 300–400 km haben soll.

### Seit 2018: Internationale Armeeausrüstung
Zu den internationalen Kunden von DOK-ING gehört die schwedische Armee, die das Minensuchboot MV-4 einsetzt.
Im Juli 2018 wurde bekannt gegeben, dass DOK-ING eine Kooperationsvereinbarung mit der israelischen Luft- und Raumfahrtindustrie unterzeichnet hat. Geplant ist ein autonomes Fahrzeug für katastrophengefährdete Flächen oder für solche, die von Personen nicht betreten werden können, wie beispielsweise Flächen mit starker nuklearer Strahlung.
Der deutsche Rüstungskonzern Rheinmetall gab im Oktober 2024 eine weitere Kooperation mit DOK-ING zur Entwicklung von autonomen Bodensystemen bekannt.

## Unternehmensstruktur
Die Elektromotoren für die Fahrzeuge werden größtenteils von der in Pula-basierten Unternehmen Tema geliefert.